# Tel Bar
Tel Bar (hebreiska: תל בר) är en kulle i Israel.   Den ligger i distriktet Norra distriktet, i den norra delen av landet. Toppen på Tel Bar är 130 meter över havet.
Terrängen runt Tel Bar är platt österut, men västerut är den kuperad. Runt Tel Bar är det ganska tätbefolkat, med 80 invånare per kvadratkilometer. Närmaste större samhälle är Nasaret, 17,8 km nordost om Tel Bar. Trakten runt Tel Bar består till största delen av jordbruksmark.